# Kovács Sándor (ügyvéd, 1841–1918)
Kovács Sándor, Kováts Sándor Vilmos (Nyíregyháza, 1841. november 15. – Budapest, 1918. március 12.) jogi doktor, ügyvéd és jogakadémiai tanár.

## Élete
Nyíregyházán született, ahol atyja Kovács János református lelkész volt, anyja Pápay Ludovika. 1841. november 17-én keresztelték. Középiskolai tanulmányait követően a jog- és államtudományi tanfolyamot a pesti egyetemen végezte, majd szülővárosa 1867 után, az alkotmányos korszak beálltával közigazgatási aljegyzővé választotta. Ezen állására hamar lemondott, mivel külföldre hívta nevelőnek egy grófi család, mellyel Nizzában, Dél-Franciaországban, Olaszország nevezetesebb városaiban és Dél-Németországban huzamosabb ideig tartózkodott. A nevelői pályától megválván, 1873. októberben a budapesti egyetemen jogi doktori, 1874-ben pedig ügyvédi oklevelet nyert és az ügyvédi gyakorlatot szülővárosában megkezdette. Ez időre esik a Szabolcsi Lapoknak megalapítása, a Nyíregyházán uralkodó szélső párt befolyásának ellensúlyozására; e lapnak legtevékenyebb szellemi munkása volt. Cikkeivel állandóan felkereste az újságot, olaszországi útileveleket, bírálatokat, jogi cikkeket írt a Fővárosi Lapokba, a Debreczeni Protestáns Lapba, a debreceni főiskola évkönyveibe stb. 1876 júniusában eljegyezte Szoboszlay Pap Laurát, akivel 1876. augusztus 26-án Nyíregyházán házasságot kötött.
1875-ben a tiszántúli református egyházkerület megválasztotta a jog- és államtudományi karrá szervezkedett debreceni jogakadémia tanárának; 1877-78-ban, 1886-87-ben, 1893-94-ben, 1898-99-ben az akadémiai igazgatója volt és Évkönyveit is szerkesztette. 1879-ben a magyar református segélyegylet és 1883-ban az egyházkerület megválasztotta világi jegyzőjének, mely állásáról tanári elfoglaltsága miatt 11 évvel később mondott le.

## Írásai
Cikkei a Fővárosi Lapokban (1869-1870., 1872. Uti levelei Nizzából, Monacóból, Genuából, Nápolyból, Velenczéből, Nyiregyházi álnév alatt), a Szabolcsi Lapokban (1875. szintén közölt külföldi uti leveleket), a debreceni főisk. akad. Évkönyvében (1876. Az európai törvény gyűjteményekről, 1894. Adatok a jogtanítás történetéhez 1875-ig, 1899. u. az 1875-től, akadémiai igazgatói székfoglalók), a Debreczeni Protestáns Lapban (1883. Emlékezzünk régiekről: A régi egyházi törvények mai érvényességének kérdése, 1887. A lelkészi congrua, 1888. A római katholikus egyházi biróságok és a tanúzási kötelesség, 1889. A római katholikus congressusokról és könyvism., 1890. A róm. katholikus illetéktelen elkeresztelések kérdéséhez, Az elkeresztelési vita a képviselőházban és könyvism., 1892. A zsinati törvényjavaslat kritikai méltatása és könyvism. 1893. A polgári házasságról szóló törvényjavaslat a képviselőházban, vezércikkek és könyvism., 1895. könyvism., 1896. A róm. kath. püspökök pásztor leveleiről, Lelkészválasztás meghívás útján, Kőrösi Sándor, nekrológ), a Debreczeni királyi táblai Értesítőben (1891. Házassági állapotaink kérdéséhez), a Debreczeni Jogi Hetilapban (1891. Egy új mozzanat az egyházi törvénykezés terén, Az egyházi közigazgatási bíróságokról) sat.

## Álnevei és jegyei
Auxifaber, Exorcista, és -cs. -r.